# 高畠穣
高畠 穣（たかばたけ じょう、1926年- ）は、日本の中国文学者。穣次の名を用いることもある。
福岡生まれ。九州大学文学部卒。中国文学専攻。1951年6月から1955年3月にかけて福岡県立修猷館高等学校で教諭を務めた。
中国史上の人物の考え方・生きざまを現代人の生き方に投影させる一般向けの本を多く出す。

## 著書
- 孫子の兵法入門 臨機応変な処置 人と人との和 日本文芸社 1973 (ダルマ・ブックス)
- 新・中国故事物語 人生の知恵の宝庫 日本文芸社 1974 (ダルマ・ブックス)
- 悪の行動学 現代をしたたかに生きる知恵 日本文芸社 1980.12 のち三笠書房知的生きかた文庫
- 笑いの武装学 人生を三倍豊かにする“笑い"の行動指針 日本文芸社 1981.9
- 抜擢の人事学 年功序列社会を活性化する抜擢の考現学 日本文芸社 1982.7
- 日本語に数段強くなる本 身につけたい教養日本語の知識と用例 日本文芸社 1983.10 (舵輪ブックス)
- 韓非子帝王学 中国五千年の英智に学ぶ 三笠書房 1985.10 「韓非子・悪の管理学」知的生きかた文庫
- 悪女の美学 男を喰うしたたかな女たち 月刊ペン社 1986
- 男を鍛える 三笠書房 1986.6
- 太公望の不敗の極意 三笠書房 1987.6
- 智将・諸葛孔明の兵法 三笠書房 1987.12  のち知的生きかた文庫
- 老荘思想に学ぶ逆発想の思考術 HBJ出版局 1988.9
- 孫子人間の魅力・男の器量 三笠書房 1991.12
- 超ものしり三国志 中原を駆ける群雄たちの興亡 日本文芸社 1994.12 (にちぶん文庫)
- 孫子の兵法入門 臨機応変な処置-人と人との和 新しい組織と掌握の原典 日本文芸社 1995.2
- 諸葛孔明の兵法 実践の戦い方 三笠書房 1996.1
- 教養としての孫子の兵法 常識として知っておきたい孫子の名言&戦略 日本文芸社 2006.5 (パンドラ新書)

### 共著
- 丁玲と夏衍 / 阿部幸夫 辺鼓社 1982.3
- 夏衍と丁玲 / 阿部幸夫 辺鼓社 1982.11
- また、夏衍と丁玲 / 阿部幸夫 辺鼓社 1984.7
- 第四、丁玲と夏衍 / 阿部幸夫 辺鼓社 1986.4
- 第五、夏衍と丁玲 / 阿部幸夫 辺鼓社 1987.7
- 第六、丁玲と夏衍 / 阿部幸夫 辺鼓社 1989.4
- 第七、夏衍と丁玲 / 阿部幸夫 辺鼓社 1990.3
- 中国知略家に学ぶ悪徳のすすめ 平成時代の生き残り戦略 大塚桂一 ベストセラーズ 1990.5 (ワニの本)
- 第八、丁玲と夏衍 阿部幸夫 辺鼓社 1991.6

### 翻訳
- 中国古代神話 袁珂 伊藤敬一,松井博光共訳 みすず書房 1960
- 多事の秋(丁玲）中国現代文学選集 第7 平凡社 1962
- 八月の村(蕭軍）全集・現代世界文学の発見 第8 学芸書林 1970
- 丁玲 太陽は桑乾河を照らす 現代中国文学 5 河出書房新社 1970
- 水・多事の秋(丁玲）中国の革命と文学 5 平凡社 1972

## 参考
- 著書の紹介文